# Puig de les Gitanes
El Puig de les Gitanes és una muntanya de 378 metres que es troba al municipi de Porqueres, a la comarca catalana del Pla de l'Estany.
Aquest puig es troba a ponent de l'estany de Banyoles. Des del camí de pujada i també des de dalt (tot i que una mica restringida) s'obtenen bones vistes de Banyoles, l'estany, el Pla de Martís i la plana de l'Alt Empordà a la llunyania. Entre aquest cim i l'estany s'hi situa el Puig Clarà, una mica més baix (315 m.) però més escarpat.